# Spoonman
"Spoonman" é uma canção pela banda grunge estado-unidense Soundgarden. Aparece no álbum da banda de 1994 Superunknown e foi lançada como o primeiro single do álbum em fevereiro do mesmo ano. "Spoonman" é freqüentemente creditada como uma das canções que lançou a carreira do Soundgarden ao mainstream. A música alcançou a terceira posição na parada Mainstream Rock Tracks da Billboard. Ela apareceria posteriormente no álbum de greatest hits do grupo, A-Sides, assim como na compilação de Chris Cornell em 2007, The Roads We Choose - A Retrospective. Uma versão remixada da canção por Steve Fisk aparece nos singles de "Black Hole Sun" e "My Wave".

## Origens e gravação
Foi originalmente escrita para a trilha sonora do filme Vida de Solteiro em 1992. Nesta época, o Soundgarden, junto com a também banda grunge Pearl Jam, estava trabalhando na trilha sonora do filme. O baixista do Pearl Jam, Jeff Ament, foi encarregado de criar um nome para a banda ficcional que apareceria no filme. Antes de finalmente escolher Citizen Dick como nome, Ament compilou uma lista de potenciais nomes que incluiam o nome "Spoonman". O nome foi inspirado em Artis the Spoonman, um músico de rua de Santa Cruz, Califórnia e mais tarde de Seattle, que toca música com um par de colheres. O vocalista e compositor do Soundgarden Chris Cornell eventualmente usou os nomes na lista para criar canções para o filme. "Spoonman" estava entre estas, e uma versão acústica foi criada para ela. Esta primeira versão da canção pode ser ouvida no fundo durante uma cena do filme.
Ao invés de deixar a canção na trilha sonora do filme, o Soundgarden começou a trabalhar na versão elétrica de "Spoonman". O guitarrista Kim Thayil comentou "Todo mundo na banda gostou da canção e pensou que seria ótimo se nós a Soundgardenassemos". Então a banda passou a tocar a canção durante a turnê com Neil Young em 1993 a fim de refiná-la, e a gravou meses mais tarde, junto as outras músicas que comporiam Superunknown, no Bad Animals Studio em Seattle, com o produtor Michael Beinhorn.

## Música e letras

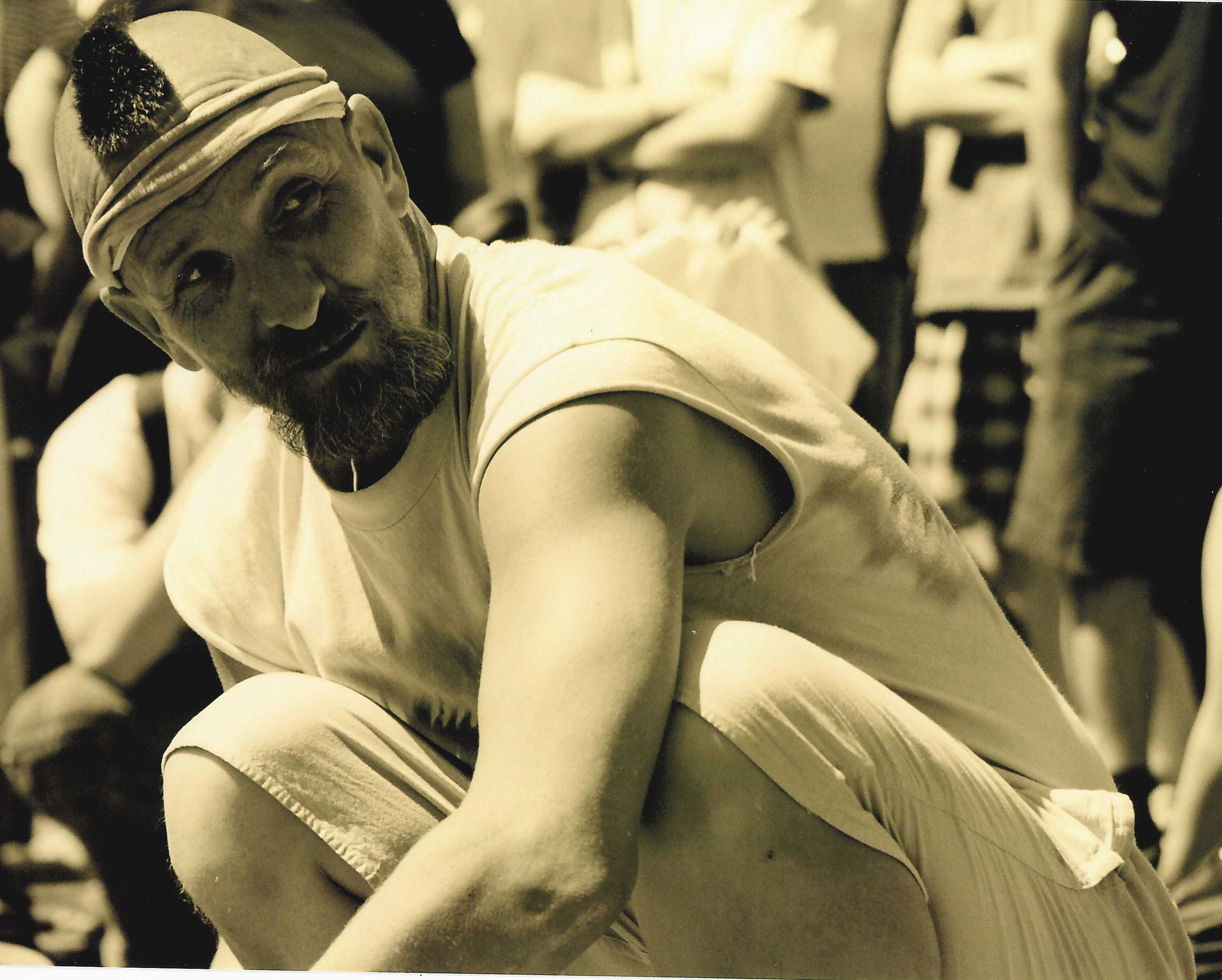
Artis the Spoonman, University District Street Fair, Seattle Washington, 1995.

"Spoonman" é tocada em afinação drop D misturando andamento em 4/4 e 7/4 e baseada em um riff de guitarra "firme e alternante", com uma seção desconstruída no meio, na qual a inspiração da canção, Artis the Spoonman, tem um papel proeminente fazendo ritmos barulhentos utilizando colheres, enquanto o baterista Matt Cameron faz percussão com vasos e panelas - essa característica inclusive gerou comparações pela imprensa com "The Magic Bus" do The Who. O compositor Chris Cornell afirmou que "Spoonman" é uma canção bem "desenho animado. Comparada com alguns outros materiais nossos, é quase celebratória".
Outra característica de "Spoonman" destacada é os vocais de apoio de Sheperd como nas letras "All my friends are brown and red", uma vez que Cornell na maior parte das vezes também fazia os vocais adicionais das canções. Sheperd utilizou um Fender Twin Reverb, e também fazia os vocais de apoio quando a canção era tocada ao vivo.
Quanto as letras da canção, Cornell comentou:

É mais sobre o paradoxo de quem [Artis] é e o que as pessoas o veem como. Ele é um músico de rua, mas quando ele está tocando na rua, ele é dado um valor e julgado completamente errado por outra pessoa. Eles pensam que ele é uma pessoa da rua, ou que ele está fazendo isto porque nâo consegue se segurar em um emprego comum. Eles o colocam alguns degraus abaixo na escada social por causa de como eles percebem alguém que se veste diferente. As letras expressam o sentimento que eu me identifico mais facilmente com alguém como Artis do que o veria tocar.

## Promoção

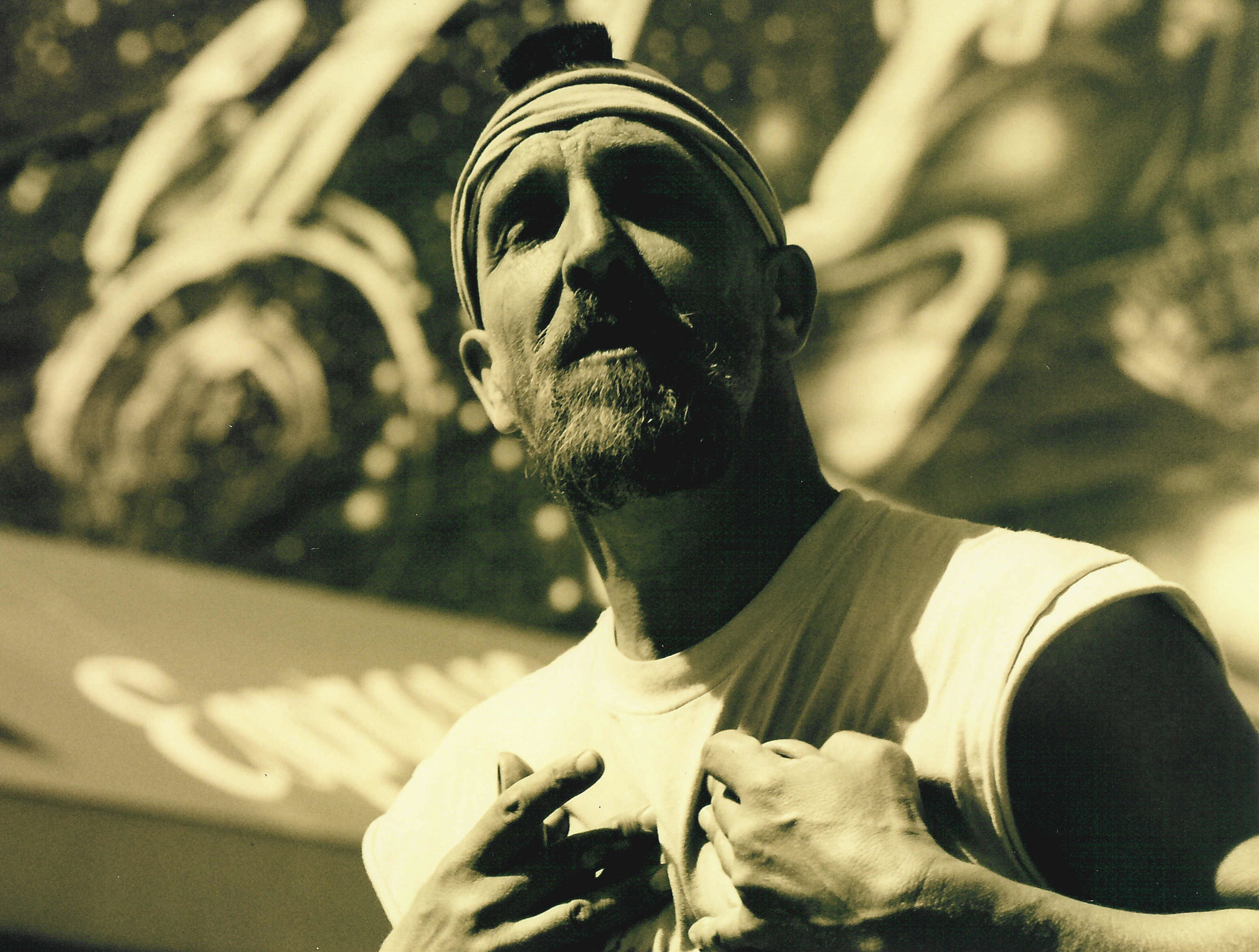
Artis the Spoonman foi a inspiração para a música, na qual participa tocando suas colheres, assim como em seu respectivo vídeoclipe.

O videoclipe para a canção também mostrava Artis proeminentemente, fazendo dele o foco do vídeo ao invés da banda. O grupo é apresentado somente através de imagens em preto-e-branco, enquanto Artis se apresenta em um local escuro. O vídeo, dirigido por Jeffrey Plansker e lançado em fevereiro de 1994, foi descrito pela Impact como sendo "estiloso e artístico". Chris Cornell comentou sobre o vídeo,
Eu acho que nós fomos bem espertos com "Spoonman" no sentido de que você realmente não nos vê muito no vídeo. Você vê várias figuras nossas, mas não é a mesma coisa que nos ter em sua sala toda hora. Nós estamos tentando manter um certo grau de mística sobre o Soundgarden, eu acho. Eu me lembro antes quando eu era criança, bem antes da MTV, e o único jeito de ver minhas bandas favoritas era ir aos seus concertos. Era uma experiência incrível. MTV ajudou várias bandas, mas eles também ajudaram a roubar vários grupos daquela mística especial. É difícil quando você pode ver uma grande banda de rock na TV em um segundo, e então apertar o controle e ver uma novela ou uma série no outro. Isso é o que o rock and roll se tornou para algumas pessoas.

## Lançamento e reação
Com antecipação crescendo quanto ao álbum futuro Superunknown, Soundgarden lançou o single um mês antes do lançamento do álbum. Quanto a escolha de "Spoonman" como o primeiro single do álbum, o baixista Ben Shepherd comentou como sendo "uma grande primeira escolha", adicionado que "ela simplesmente pula em você instantaneamente". Shepherd disse, "Você sabe como você escuta um disco e há uma canção que literalmente parece pular para fora das caixas de som -- bem, 'Spoonman' fez isso comigo". Pouco após o lançamento do single, a canção se tornou vastamente popular, alcançando posições altas nas paradas de rock, enquanto seu videoclipe tinha também alta exposição na MTV. A canção alcançou a terceira posição da parada Billboard Mainstream Rock Tracks e nona posição na parada Billboard Modern Rock Tracks. Mais tarde ganharia um Grammy Award em 1995 para Best Metal Performance. Anos mais tarde, a canção foi incluída na trilha sonora do jogo eletrônico ATV Offroad Fury para PlayStation 2.
Segundo a Guitar World, a canção "é representativa do álbum todo [Superunknown] no sentido que parece mais percussivo, com mais coisas rítmicas acontecendo", e a Raw Magazine descreveu a faixa como "genialmente sincopada, levada pelo ritmo, vigorosa" e uma "favorita instantânea". Greg Prato, da All Music Guide, vai mais longe afirmando que a canção foi a responsável pela banda entrar no mainstream, ainda que fosse pouco tempo depois eclipsada pelo sucesso de "Black Hole Sun".
A canção mudou de estar próxima ao final dos concertos ao vivo do Soundgarden para ser a canção de abertura, principalmente em 1996 e 1997. Em agosto de 1994, Steve Fisk fez uma nova mixagem de "Spoonman", a qual foi lançada como b-side dos singles "Black Hole Sun" e "My Wave"; a canção apareceria em sua forma de estúdio em duas outras ocasiões, na coletânea do grupo A-Sides e na compilação de Cornell solo intitulada The Roads We Choose - A Retrospective em 2007.

### Distinções
A informação com relação as distinções atribuídas a "Spoonman" é adaptada de AcclaimedMusic.net.
| Ano  | Publicação/ autor | País           | Distinção                                      | Posição |
| ---- | ----------------- | -------------- | ---------------------------------------------- | ------- |
| 1999 | Panorama          | Noruega        | Os 30 Melhores Singles do Ano 1970-98          | 2       |
| 2003 | The Sun-Herald    | Austrália      | 100 Melhores canções de Todos os Tempos        | 34      |
| 2005 | Bruce Pollock     | Estados Unidos | As 7.500 Canções Mais Importantes de 1944-2000 | *       |

* denota uma lista não-ordenada

## Faixas
| CD e Vinil 12" Europeu 1. "Spoonman" (Chris Cornell) – 4:06 2. "Fresh Tendrils" (Matt Cameron, Cornell) – 4:16 3. "Cold Bitch" (Cornell) 4. "Exit Stonehenge" Vinil Picture 7" e Cassete RU 1. "Spoonman" (Cornell) – 4:06 2. "Fresh Tendrils" (Cameron, Cornell) – 4:16 CD Promocional EUA 1. "Spoonman" (edit) (Cornell) 2. "Spoonman" (Cornell) – 4:06 | CD Alemão 1. "Spoonman" (edit) (Cornell) 2. "Cold Bitch" (Cornell) 3. "Exit Stonehenge" Vinil 12" Promocional RU 1. "Spoonman" (Cornell) – 4:06 CD Canadense e Australiano 1. "Spoonman" (Cornell) – 4:06 2. "Cold Bitch" (Cornell) |

## Posições nas paradas
Informação retirada de várias fontes.
| Ano  | Parada                     | Posição |
| ---- | -------------------------- | ------- |
| 1994 | EUA Mainstream Rock Tracks | 3       |
| 1994 | EUA Modern Rock Tracks     | 9       |
| 1994 | New Zealand Singles Chart  | 10      |
| 1994 | UK Singles Chart           | 20      |
| 1994 | Australian Singles Chart   | 23      |
| 1994 | Irish Singles Chart        | 23      |
| 1994 | Dutch Singles Chart        | 37      |
| 1994 | Swedish Singles Chart      | 37      |